# Riccardo Mazzetti
Riccardo Mazzetti (Busto Arsizio, 2 de mayo de 1984) es un deportista italiano que compite en tiro, en la modalidad de pistola.
Ganó tres medallas en el Campeonato Europeo de Tiro entre los años 2009 y 2024.
Participó en dos Juegos Olímpicos de Verano, en los años 2016 y 2020, ocupando el sexto lugar en Río de Janeiro 2016, en la prueba de pistola rápida de fuego 25 m.

## Palmarés internacional
| Campeonato Europeo | Campeonato Europeo | Campeonato Europeo | Campeonato Europeo           |
| Año                | Lugar              | Medalla            | Prueba                       |
| ------------------ | ------------------ | ------------------ | ---------------------------- |
| 2009               | Osijek (Croacia)   | Medalla de bronce  | Pistola rápida de fuego 25 m |
| 2019               | Lonato (Italia)    | Medalla de oro     | Pistola rápida de fuego 25 m |
| 2024               | Osijek (Croacia)   | Medalla de plata   | Pistola rápida de fuego 25 m |